# Khan khongor, Ömnögovi
Khan khongor (tiếng Mông Cổ: Хан хонгор) là một sum của tỉnh Ömnögovi ở miền nam Mông Cổ. Vào năm 2009, dân số của sum là 2.376 người.

## Địa lý
Sum có diện tích khoảng 9.931 km2. Trung tâm sum, Uguumur, nằm cách tỉnh lỵ Dalanzadgad 25 km và thủ đô Ulaanbaatar 533 km.

### Khí hậu
Khan khongor có khí hậu hoang mạc. Nhiệt độ trung bình hàng năm trong khu vực là 8 °C. Tháng ấm nhất là tháng 7, khi nhiệt độ trung bình là 29 °C và lạnh nhất là tháng 1, với −14 °C. Lượng mưa trung bình hàng năm là 174 mm. Tháng ẩm ướt nhất là tháng 7, với lượng mưa trung bình là 44 mm, và khô nhất là tháng 2, với 2 mm.

## Kinh tế
Sum có một trường học, bệnh viện, khu dịch vụ và xưởng.